# Pierre Puget
Pierre Paul Puget (Marsiglia, 31 ottobre 1620 – Marsiglia, 2 dicembre 1694) è stato uno scultore, pittore e architetto francese.
Celebrato da molti autori nel XVIII e XIX secolo come "il Michelangelo di Francia", fu tra gli artisti che introdussero l'arte barocca in Francia.

## Biografia
Pierre Paul Puget nacque a Marsiglia da Simon Puget, muratore. Mentre i suoi due fratelli maggiori venivano addestrati come muratori, fu addestrato come intagliatore di legno. Iniziò la sua carriera all'età di quattordici anni, scolpendo l'elaborato ornamento in legno delle galee costruite nei cantieri navali di Marsiglia, e mostrando anche talento come pittore. 
Nel 1640, all'età di diciotto anni, lasciò Marsiglia via mare per Livorno, da dove si trasferì a Firenze e quindi a Roma, dove divenne assistente di Pietro da Cortona, uno dei primi maestri dello stile barocco.  Ha assistito De Cortona nella pittura dei sontuosi soffitti di Palazzo Barberini a Roma e di Palazzo Pitti a Firenze. 
Rientrato in Francia, si unì al fratello Gaspard a Tolone, dove l'ammiraglio Jean Armand de Maillé gli chiese di lavorare per il laboratorio di decorazione dell'arsenale di Tolone. Qui decorò la nave Le Magnifique. Esegue dipinti e pale d'altare per confraternite religiose, chiese parrocchiali e conventi. Così nel 1652, per il battistero della cattedrale di Marsiglia, realizzò il battesimo di Costantino e il battesimo di Clodoveo (ora al Museo di belle arti di Marsiglia). Nel 1655 eseguì la sua prima importante scultura, i possenti Atlanti che reggono i balconi dell'Hotel de Ville a Tolone. 
Nel 1660 ricevette una commissione ancora più importante da Nicolas Fouquet, ministro delle finanze del re, per realizzare sculture per il nuovo giardino di Fouquet a Vaux-le-Vicomte, tra cui una statua di Ercole. Lo scultore si recò nelle cave di marmo di Carrara, dove selezionò il marmo che desiderava, scelse un marinaio genovese come modello e a Genova fece la statua che divenne nota come Ercole di Gallia (Parigi, Louvre). Tuttavia, il 5 settembre 1661, Fouquet fu arrestato e imprigionato, e Puget decise di rimanere per un certo periodo in Italia. 
Fra le prime commissioni ricevute a Genova vi fu la realizzazione dell'altare maggiore della Basilica di san Siro. Nel frattempo la famiglia dello scultore si trasferisce anch'essa a Genova. La famiglia Sauli, fra le più ricche di Genova, affida a Puget il progetto di decorazione interna della basilica dell'Assunta di Carignano. Per l'altare maggiore progetta un colossale baldacchino e quattro statue in marmo di carrara con evidente ispirazione all'opera di Bernini in San Pietro. Del progetto originario, Puget realizza le monumentali statue di San Sebastiano e del Beato Alessandro Sauli, arcivescovo genovese appartenente alla nobile famiglia committente. Entrambe le statue presentano un moto ascenzionale che avrebbe dovuto completarsi nella statua dell'Assunta da collocarsi sopra il baldacchino, mai realizzata. Eccezionale virtuosismo mostrano la resa delle carni del San Sebastiano e delle sue armi abbandonate, così come l'incarnato dell'angelo e le vesti vescovili del Beato Alessandro.
Per Emanuele Brignole lo scultore, ormai a capo di una folta bottega, realizza l'altare principale dell'Immacolata, per l'Albergo dei poveri. Dal 1669 alterna la sua presenza tra Tolone e Genova, dove realizza con l'aiuto dei collaboratori una nuova Immacolata per il Marchese Stefano Lomellini, oggi nell'oratorio dei Filippini, il gruppo statuario del Ratto di Elena per la terrazza del Palazzo Pantaleo Spinola in Strada Nuova, realizzato in collaborazione con il suo discepolo Christophe Veyrier, e la Vergine col Bambino per la cappella privata di Palazzo Carrega, oltre a svariati busti di imperatori di committenza ignota, opere oggi custodite nel Museo di Sant'Agostino. La sua presenza a Genova dal 1661 al 1668 favorì nella città la diffusione della scultura barocca. 
In Francia dal 1669 divise il suo tempo tra Tolone e Marsiglia, dove si occupò della decorazione per le navi da guerra francesi, scolpì un grande gruppo marmoreo della Vergine con il Bambino per la chiesa di Lorgues e creò un monumentale retablo in legno per la Cattedrale di Tolone. Inoltre, progettò abitazioni ad Aix-en-Provence e diversi edifici municipali a Marsiglia, tra cui il mercato del pesce (ancora in esistente) e La Vieille Charité, originariamente una casa per mendicanti e indigenti. 

## Opere
- Il Milone di Crotone (1682) è un'opera monumentale, alta quasi tre metri, e una delle sue opere più drammatiche ed espressive. Illustra una storia di Ovidio, nel momento in cui Milone, un famoso guerriero ormai anziano, viene attaccato da un leone. La sua espressione è distorta dal dolore e piena di pathos. Fu acquistato dal governo reale e gli fu assegnato un posto di rilievo nei Giardini di Versailles. Per gli stessi giardini realizzò i suoi ultimi capolavori, la monumentale statua di Perseo e Andromeda e il bassorilievo Alessandro e Diogene (completati nel 1685, oggi al Louvre). Del 1694 è il bassorilievo San Carlo durante la peste al Musée du Vieux Marseille.[senza fonte]

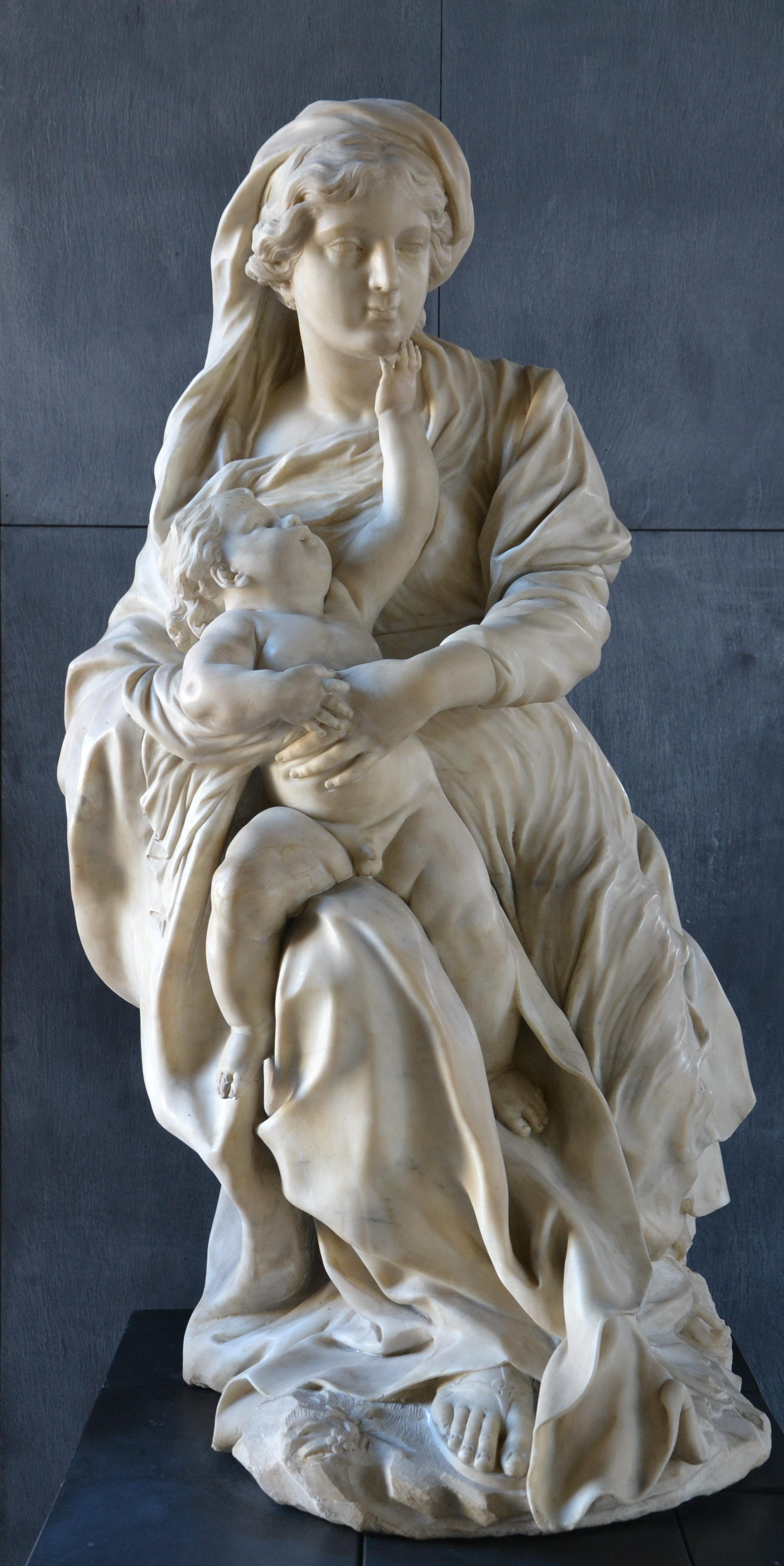
Madonna Carrega, Museo di Sant'Agostino (Genova)
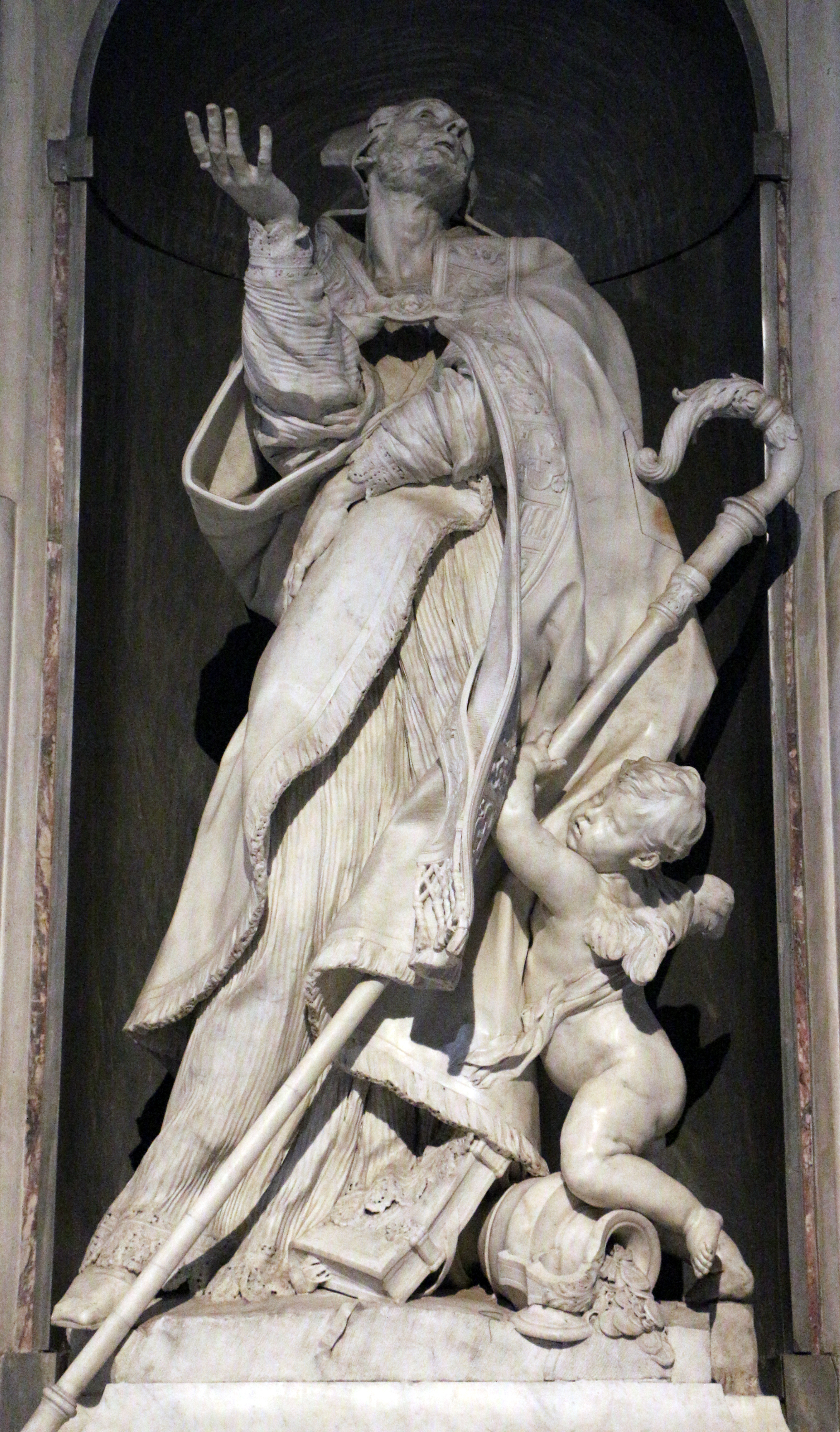
Sant'Alessandro Sauli, Santa Maria Assunta di Carignano, Genova
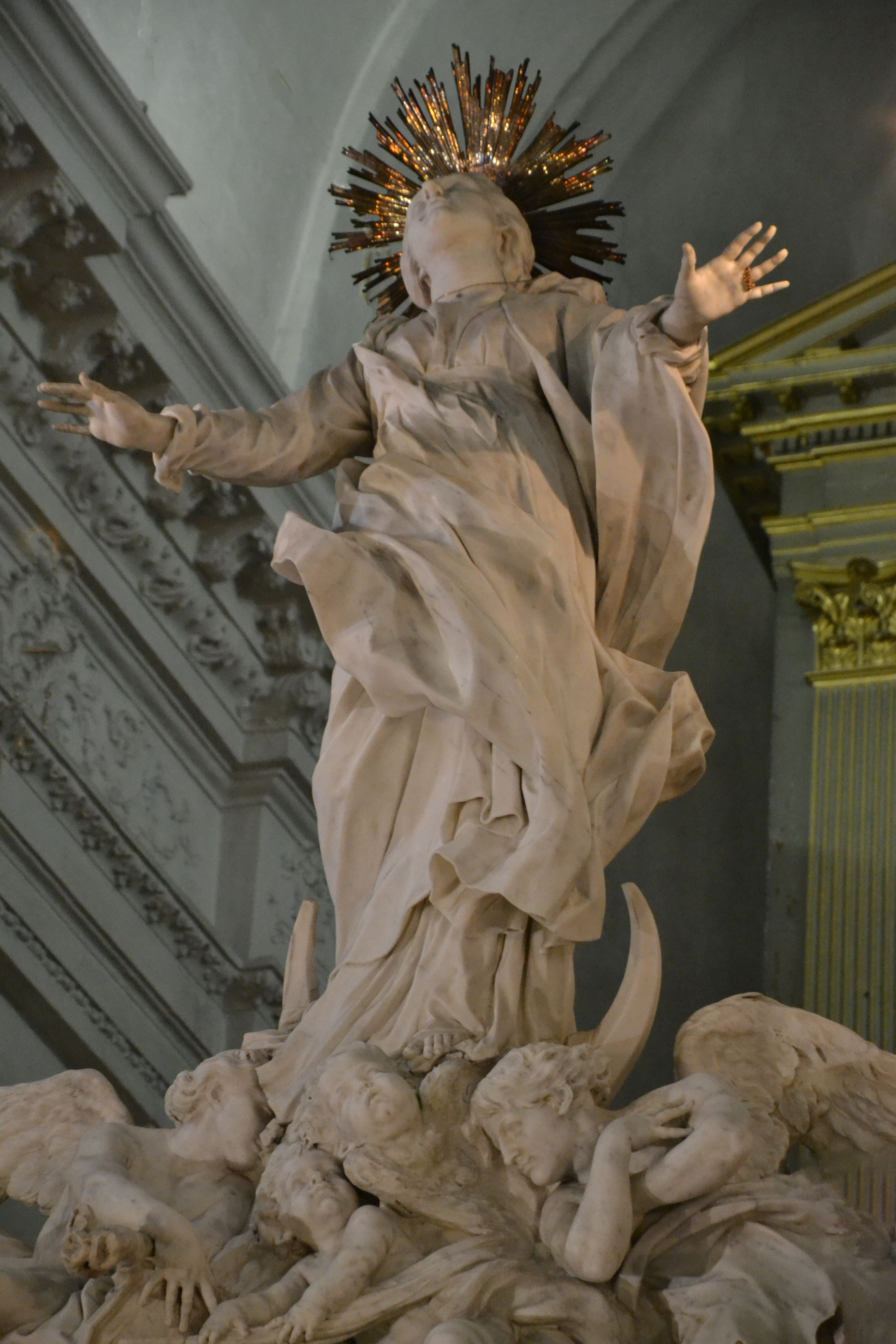
Immacolata, Albergo dei poveri di Genova
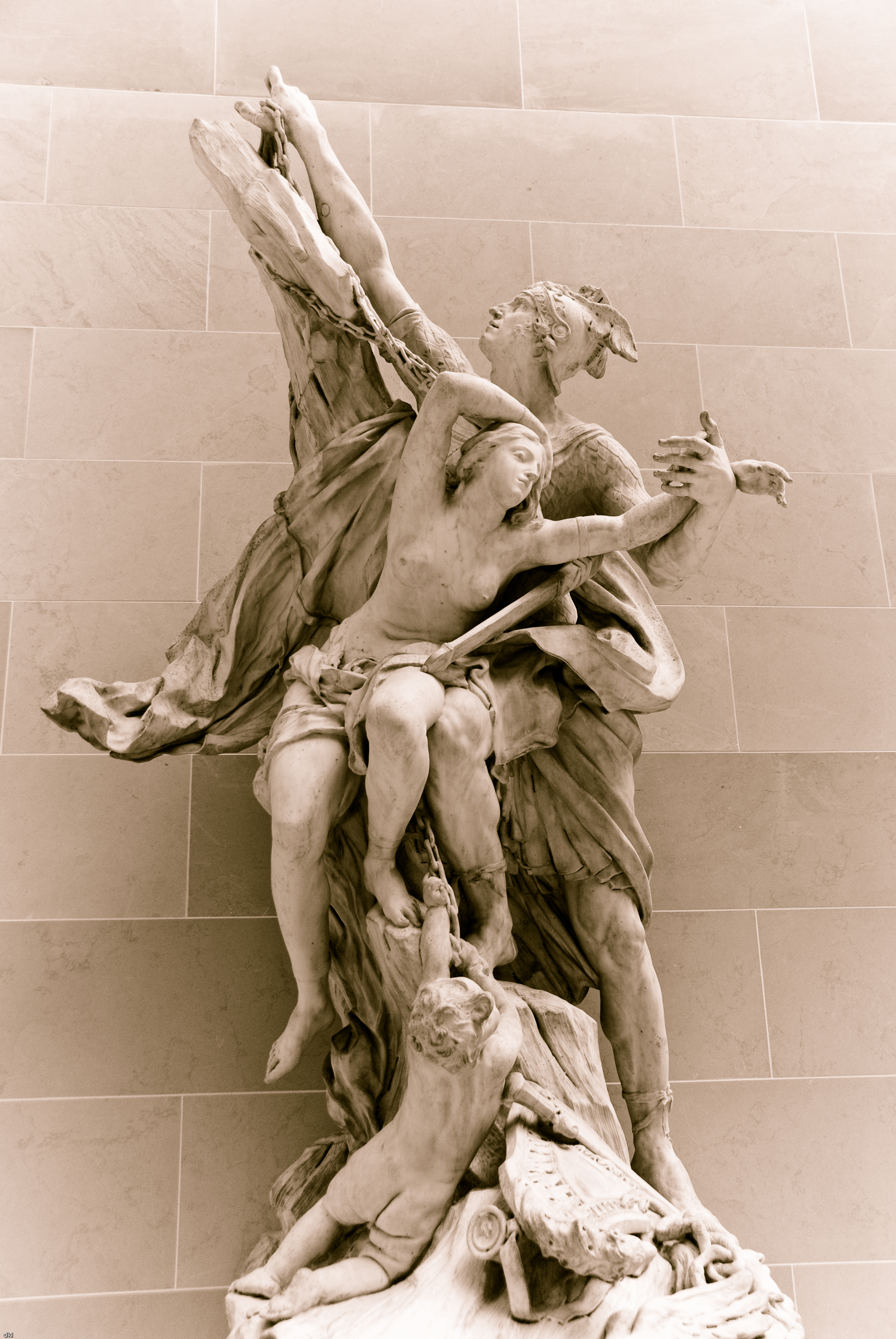
Perseo e Andromeda, 1685, Louvre